# Hgwe Mg Tin
Hgwe Mg Tin es un deportista birmano que compitió en atletismo adaptado. Ganó una medalla de oro en los Juegos Paralímpicos de Toronto 1976 en la prueba de 100 m (clase C1).

## Palmarés internacional
| Juegos Paralímpicos | Juegos Paralímpicos | Juegos Paralímpicos | Juegos Paralímpicos |
| Año                 | Lugar               | Medalla             | Prueba              |
| ------------------- | ------------------- | ------------------- | ------------------- |
| 1976                | Toronto (Canadá)    | Medalla de oro      | 100 m C1            |